# Winthemia aurea
Winthemia aurea là một loài ruồi trong họ Tachinidae.